# Стоянка (археология)
Стоя́нка — археологический термин для обозначения поселений (мест обитания) первобытных людей (эпох палеолита, неолита и бронзового века) или мест остановки кочевников. Кратковременное поселение.
Термин возник в XIX веке и первоначально обозначал поселения первобытных людей временного характера (стойбища), созданные для сезонной охоты или рыбной ловли. Впоследствии термин стали применять также к поселениям оседлых племён охотников и рыболовов.
В этих местах археологи находят большое количество артефактов соответствующей культуры, при раскопках стоянок обычно находят очаги и остатки жилищ.